# Malba Tahan

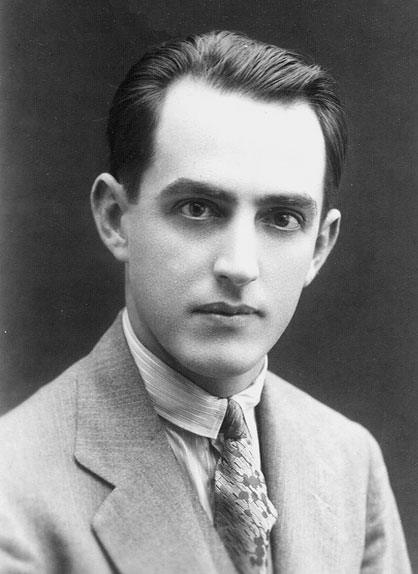
Malba Tahan

Malba Tahan, mit wirklichem Namen Júlio César de Mello e Souza (* 6. Mai 1895 in Rio de Janeiro; † 18. Juni 1974 in Recife) war ein brasilianischer Schriftsteller und Lehrer für Mathematik. Internationale Bekanntheit erlangte er vor allem für seine unter dem Pseudonym Malba Tahan veröffentlichten Beiträge zur Unterhaltungsmathematik.

## Leben

### Kindheit und Ausbildung
Júlio César wurde 1895 in Rio de Janeiro als Sohn von João de Deus de Mello e Souza und Carolina Carlos de Toledo geboren. Seine Mutter war Lehrerin, auch sein Vater arbeitete zeitweise in diesem Beruf. Kurz nach seiner Geburt zog die Familie nach Queluz, wo Júlio César aufwuchs. Die Familie war groß, Júlio César hatte vier jüngere und vier ältere Brüder. Schon früh begann Júlio César mit dem Schreiben und erfand gerne Geschichten.
Nachdem er zunächst von seiner Mutter unterrichtet worden war, ging er nach Rio de Janeiro und besuchte dort das Colégio Militar und das Colégio Pedro II. Ab 1913 absolvierte er eine Ausbildung zum Ingenieur an der Escola Politécnica der Universidade Federal do Rio de Janeiro, zudem belegte er an der Escola Normal einen Abendkurs zum Lehrer. Daneben half er seiner Mutter, die nach dem Tod des Vaters wieder nach Rio de Janeiro gezogen war und dort eine Schule gegründet hatte, beim Unterrichten und arbeitete als Assistent in der Nationalbibliothek.

### Lehrer
Júlio Césars Laufbahn als Lehrer begann 1913 am Colégio Pedro II. Er unterrichtete zunächst Geschichte, Geographie und Physik, erst 1921 entschied er sich stattdessen für die Mathematik. Er unterrichtete an vielen Schulen, seit 1937 auch als Professor für Mathematik an der Universidade Federal do Rio de Janeiro.
Gemeinsam mit anderen Lehrern seiner Zeit, darunter Cecil Thiré und Euclides Roxo, mit denen zusammen er auch Lehrbücher verfasste, setzte er sich für eine Modernisierung des Mathematikunterrichts ein und beschritt dabei viele neue Wege. So gründete er 1941 zusammen mit Rádio Nacional ein Fernunterrichtsprojekt und nutzte auch sonst die Medien zur Popularisierung der Mathematik. Er reiste durch Brasilien und hielt viele Vorträge zur Mathematikdidaktik.

### Schriftsteller
Júlio Césars erste Veröffentlichung als Schriftsteller stammt aus dem Jahr 1918. Er hatte der Zeitung O Imparcial einige Kurzgeschichten angeboten, die jedoch abgelehnt wurden. Er reichte sie jedoch einfach erneut ein, diesmal unter dem Pseudonym R. S. Slade, und sie wurden gedruckt. Dies führte dazu, dass er fortan unter ausländischen Namen veröffentlichte.
Den Namen Malba Tahan verwendete er erstmals 1925 für die regelmäßige Kolumne Contos de Malba Tahan (Geschichten von Malba Tahan) in der Zeitung A Noite. Die Geschichten stammten angeblich von einem arabischen Gelehrten und wurden von dem ebenfalls fiktiven Breno Alencar Bianco übersetzt. Er stattete die Figur des Malba Tahan mit einer umfangreichen fiktiven Biographie aus. Erst 1933 wurde aufgedeckt, dass es sich bei Malba Tahan nur um eine fiktive Person handelte, doch selbst heute gehen noch viele Leser davon aus, dass es sich bei Malba Tahan um einen Autor aus dem Nahen Osten handelt.
Seit 1952 führte er mit einer Sondererlaubnis des brasilianischen Präsidenten Getúlio Vargas den Namen Malba Tahan auch offiziell.

### Privates
Júlio César heiratete 1925 Nair Marques da Costa, eine seiner Schülerinnen. Das Paar hatte drei Kinder.
Er engagierte sich für Lepra-Kranke, kritisierte deren Stigmatisierung und setzte sich für ihre Integration in die Gesellschaft ein.
1974 starb Júlio César während einer Vortragsreise in Recife an einem Herzinfarkt.

## Werke
Júlio César verfasste insgesamt 118 Bücher. Sein international größter Erfolg ist das erstmals 1938 veröffentlichte Buch O Homen que Calculava, das zahlreiche Auflagen erlebte und in viele Sprachen übersetzt wurde, darunter unter dem Titel Beremís’ Welt auch ins Deutsche.
Das Buch handelt von dem jungen persischen Zahlen- und Rechenkünstler Beremís Samir. Auf einer Reise nach Bagdad muss er immer wieder mathematische Rätsel lösen. Da er neben seinen mathematischen Fähigkeiten sich auch immer freundlich und gottesfürchtig zeigt, gewinnt er großes Ansehen bei den Menschen, die ihm begegnen, bis hin zum Kalifen Al-Motazen. Als Belohnung darf er schließlich Telassin, die Tochter des Scheichs Iezid, heiraten, der er zuvor Mathematikunterricht erteilt hatte.
Auch in vielen anderen Werken verbindet Júlio César orientalische Erzählungen – im Stil häufig mit den Geschichten aus Tausendundeiner Nacht verglichen – mit Unterhaltungsmathematik. Daneben schrieb er auch einige Bücher mit christlichen und jüdischen Legenden.
Unter seinem richtigen Namen veröffentlichte er vor allem Mathematik-Lehrbücher und Bücher zur Mathematikdidaktik.

## Ehrungen
Zweimal erhielt Malba Tahan einen Preis der Academia Brasileira de Letras, 1930 für Céu de Allah, 1939 für O Homem que Calculava, zudem war er Mitglied der Academia Pernambucana de Letras.
Seit 2013 wird sein Geburtstag, der 6. Mai, in Brasilien als nationaler Tag der Mathematik begangen.
Mehrere Schulen sind nach ihm benannt.